# Хотакі
33° пн. ш. 66° сх. д. / 33° пн. ш. 66° сх. д.
Хотакі (пушту د هوتکيانو ټولواکمني перс. امپراتوری هوتکیان) — династія (1709-1738), заснована пуштуном Мір Вайс-ханом Хотакі з роду Хотакі племені гільзаїв групи племен халджі, що базувалося в провінції Кандагар сучасного Афганістану.

## Історія
Мір Вайс-хан зі своїми прихильниками виступив проти Сефевідської імперії, оголосивши себе правителем Кандагару в 1709. При цьому він убив беґлербеґа грузинського походження Георгія XI, призначеного Сефевідами. Потім він стратив решту іранських чиновників у місті. Іранська армія з Ісфахану (тодішньої столиці) зазнала поразки. Було вбито понад 30 000 іранських солдатів та офіцерів.
Після смерті Мірваїс Хана в 1715 його син Мір Махмуд-шах Хотакі на чолі афганської армії увірвався в Іран. У 1722 він зайняв Ісфаган та оголосив себе шахом Ірану. При цьому чимало іранців було вбито. Династія Хотакі була жорстокою та конфліктною, постійно намагаючись встановити суворий контроль. Династія постійно брала участь в кривавих війнах та міжусобицях.
У жовтні 1729 афганців переміг Надер Шах в битві при Дамгані, витіснивши їх назад до Афганістану.

## Предки роду
- Мір Алі-хан
- Шах Алам-хан, син Мір Алі-хана

## Правителі Кандагару
- Мір Вайс, син Шах Алам-хана, шах Кандагару в 1709-1715
- Мір Абдул-Азіз-шах, син Шах Алам-хана, шах Кандагару в 1715-1717
- Мір Махмуд-шах, син Мір Вайс-шаха, шах Кандагару в 1717-1722, шахиншах Ірану в 1722-1725
- Гусайн Султан-шах, син Мір Махмуд-шаха, шах Кандагару в 1722-1738

## Правителі Ірану
- Мір Махмуд-шах, нар. 1699, син Мір Вайс-шаха, шах Кандагара в 1717-1722, шахиншах Ірану в 1722-1725
- Мір Ашраф-шах, нар. 1700, син Мір Абд ул-Азіз-шаха, шахиншах Ірану в 1725-1729